# Горбачова Ірина Анатоліївна
Іри́на Анато́ліївна Горбачо́ва (нар. 10 квітня 1988) — російська акторка театру та кіно. Лауреат низки вітчизняних кіно- та театральних премій і фестивалів. Підтримала вторгнення Росії в Україну.

## Біографія та кар'єра
Ірина Горбачова народилась 10 квітня 1988 року в місті Жданов (нині Маріуполь) Донецької області, УРСР. Коли Ірині було 9 років її родина переїхала до Підмосков'я через лікування матері. В дитинстві вивчала вокал та хореографію. В 2006—2010 роках навчалась у Театральному інституті імені Бориса Щукіна, на курсі Родіона Юрійовича Овчинникова. Під час навчання була задіяна у виставах Театру Вахтангова.[джерело?] Після завершення навчання грала в трупі стажерів Майстерні Петра Фоменка, а також в студії Олега Табакова як запрошена акторка у постанові «Фантазії Фар'ятьєва».[джерело?] 2008 року зіграла другорядну роль у дебютному фільмі «Індиго» режисера Романа Пригунова. 2010 року за роль у фільмі Віри Сторожевої «Компенсація» була нагороджена премією за найкращу жіночу роль на Першому Забайкальському кінофестивалі. [джерело?]
Брала участь у зйомках документального фільму про театр Петра Фоменка. Фільм було замовлено для телеканалу «Росія-К». У квітні 2016 року була номінована на престижну російську премію «Золота маска» в номінації «Найкраща жіноча роль» за виставу «Сон літньої ночі». 2016 року отримала премію «Жінка року 2016» за версією журналу «GQ». 5 грудня 2016 року Ірина Горбачова отримала «Зірку Театрала» в номінації «Найкраща жіноча роль другого плану» за роль Олени у виставі «Сон літньої ночі», постановником якої був Іван Поповскі з Майстерні Петра Фоменка. Також відома завдяки коротким відеороликам в соціальній мережі Instagram, де її сцени-ґеґи та миттєві імпровізації переглянуло близько 1,7 млн підписників. Створила танцювальний проєкт «Я танцюю по Москві», метою якого було досягнення внутрішньої свободи через танці на вулицях і в парках міста. Це мало б допомагати людям ставати відкритішими, більш жвавими та впевненими у собі. 

## Особисте життя
У 3-му класі, незадовго після переїзду в Росію, в Ірини від раку померла мати. У неї є два брати: старший Денис та брат-близнюк Ігор.
З 2015 до 2018 року була одружена з актором Григорієм Калініним.
У липні 2021 року вийшла заміж за українського музиканта Антона Савлепова.

## Громадянська позиція
Підтримала вторгнення Росії в Україну.: «Актриса Ірина Горбачова розповіла, що втратила друзів і чоловіка після початку спецоперації в Україні. Особистою „драмою“ вона поділилася, розмовляючи з журналісткою Мадонною Мур, передає РБК. Акторка зізналася, що після початку вторгнення Росії в Україну, яке вона підтримала, вона втратила друзів. „95% друзів відвернулися“, — заявила Горбачова. Також їй довелося розлучитися з другим чоловіком — екс-солістом українського гурту Quest Pistols Антоном Савлеповим. Горбачова пояснила, що співак не прийняв її громадянської позиції і рішення жити в Росії. Горбачова додала, що зі своєю позицією особисто вона явно визначилась: „Я частина своєї держави, я частина своєї країни. Тому вибираю тут бути і тут жити“».

## Театральні роботи
- «Про кохання і дружбу»

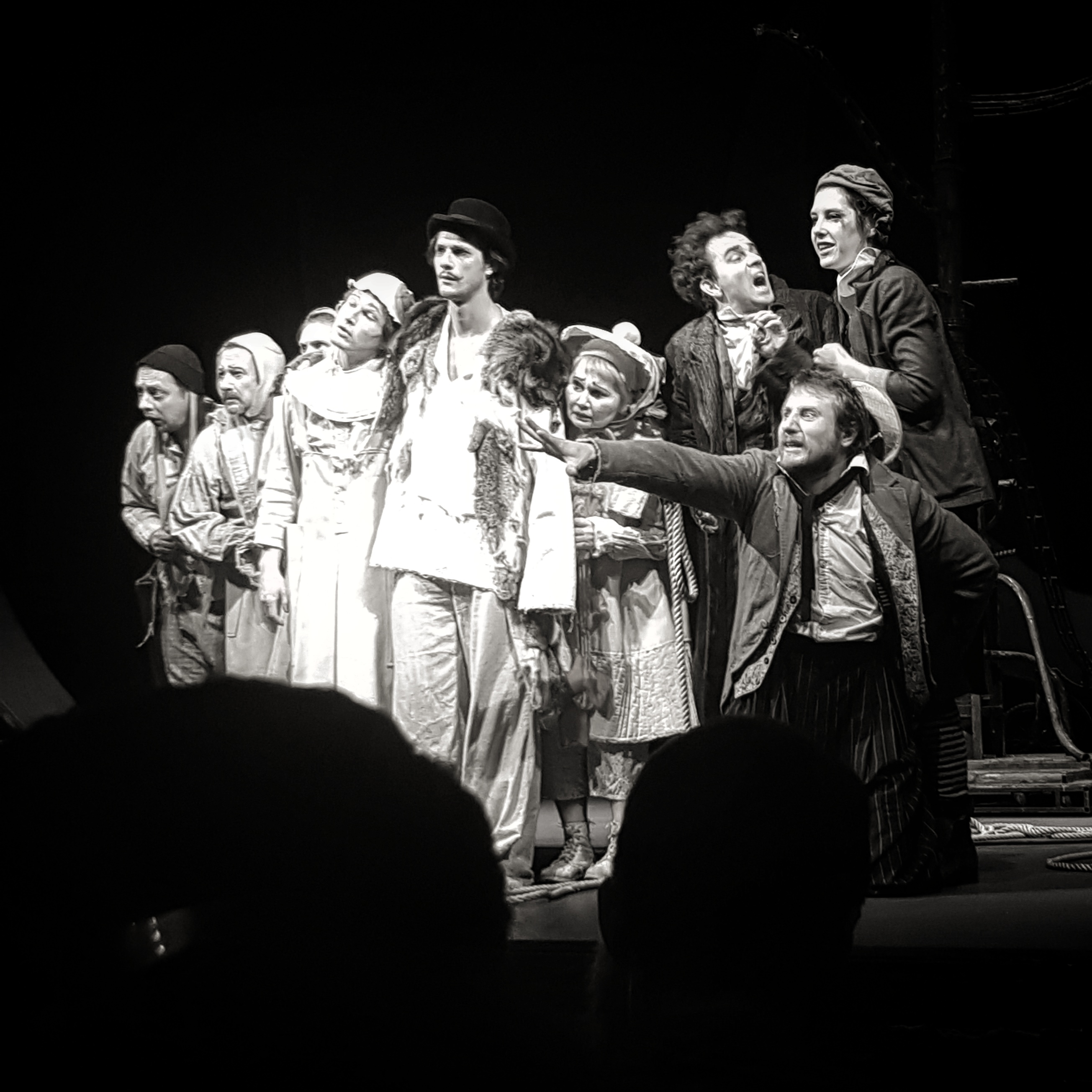
Ірина Горбачова (праворуч) в ролі Діаманте («Гіганти гори» Луїджі Піранделло), Майстерня Петра Фоменка, 2017

- «Страх і злидні в третій імперії» (офіціантка; Вона)
- «Прийшов чоловік до жінки» (Жінка)
- «Співробітники»
- «Пароход вдовиць» (Капа)
- «Жанна д'Арк» (Жанна)

Театр ім. Вахтангова:
- «Мадемуазель Нітуш» (учениця)

Театр А. Р. Т. О.:
- «Макбет» (леді Макбет)

Майстерня Петра Фоменка:
- «Гіганти гори» (Діаманте)
- «Моряки і повії»
- «Останні побачення»
- «Сон літньої ночі»
- «Театральний роман (Нотатки небіжчика)»
- «Безприданниця» (Стара циганка)
- «Рудий» (Провідниця)
- «Божевільна з Шайо» (Жозефіна, божевільна з Конкорд)
- «Матуся Кураж» (Катрін Гаупт)

## Фільмографія
- 2008 — Індиго
- 2008 — Закон і порядок: Злочинний намір-3
- 2009 — Крем (84 серія) — камео
- 2010 — Компенсація — Лєна, старша донька Сергія від першого шлюбу
- 2011 — Моя божевільна родина — Галя
- 2011 — Солдатські казки Саши Чорного — Рада
- 2012 — Бідні родичі
- 2012 — Туман-2 — Ольга
- 2013 — Береги моєї мрії — Віка
- 2013 — Дві зими і три літа — Ліза
- 2013 — Нове життя — Настя Гавриліна
- 2013 — Справа честі — Анжела
- 2014 — Морські дияволи. Смерч −2 — Віра
- 2015 — Молода гвардія — Уляна Громова
- 2015 — Я умію в'язати — Вася
- 2015 — Перетворення
- 2017 — Аритмія — Катя, дружина Олега, лікар приймального відділення
- 2018 — Я худну
- 2018 — Тренер — Лара, керівниця футбольного клубу «Метеор»
- 2018 — Історія одного призначення — Софія Андріївна Толстая

## Участь в музичних і телевізійних проєктах
- В лютому 2016 року знялась в музикальному відео Івана Дорна на пісню «Ти завжди в плюсі»[12].
- 2016 року знялася у відео на композицію «Муха» групи «Звери»[13][14]
- У вересні 2016 року знялась у відеокліпі на композицію «Танцюй зі мною» Поліни Гагаріної, де виконала роль керівниці танцювальної студії, яка допомагає своїм підопічним не тільки гарно навчитися рухатися під музику, але й вирішити низку психологічних проблем[15].
- Була гостею в епізодах російської телепередачі «Вечірній Ургант» на «Першому каналі» 1 квітня 2016 року [16][17] та у вересні 2017.[джерело?]

## Нагороди та номінації

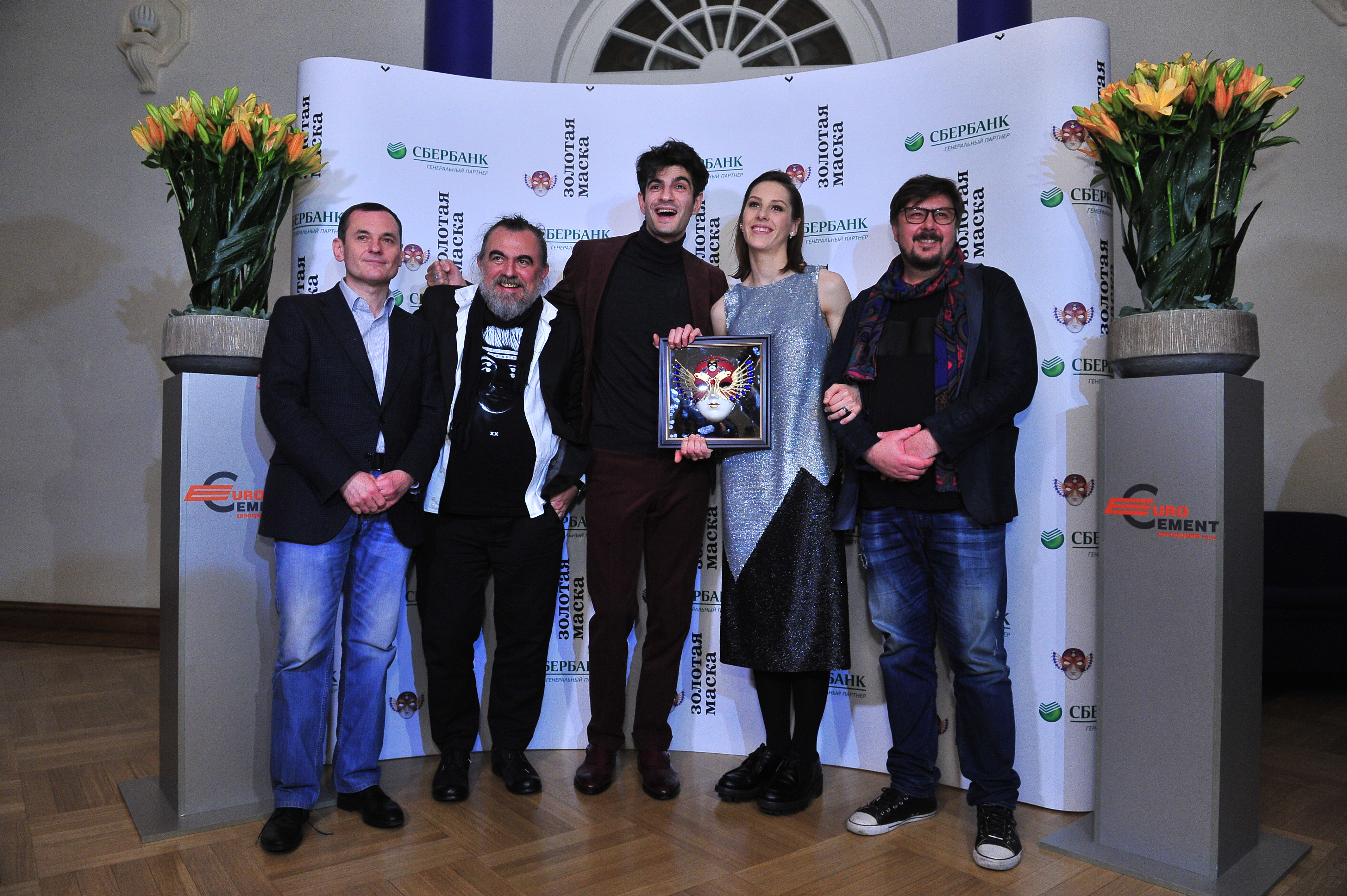
Ірина Горбачова (друга праворуч) на премії «Золота маска»

| Рік  | Нагорода                                                       | Номінована робота | Категорія                   | Результат |
| ---- | -------------------------------------------------------------- | --- | --------------------------- | --------- |
| 2010 | Забайкальський міжнародний кінофестиваль (Чіта)                | Ірина Горбачова (фільм «Компенсація») | Найкраща акторка            | Перемога  |
| 2016 | Золота маска                                                   | Ірина Горбачова (вистава «Сон літньої ночі») | Найкраща жіноча роль        | Номінація |
| 2016 | Золота маска                                                   | У складі творчої групи авторів-творців вистави (постановники: режисер, художник; а також актори — виконавці головних ролей) (вистава «Сон літньої ночі») | Найкраща вистава. Драма     | Перемога  |
| 2017 | Уральський відкритий фестиваль російського кіно (Єкатеринбург) | Арітмія | Найкраща жіноча роль        | Перемога  |
| 2018 | Золотий орел                                                   | Арітмія | Найкраща жіноча роль в кіно | Перемога  |